# Bitwa pod Utyką
Bitwa pod Utyką – potyczka zbrojna, która miała miejsce w roku 49 p.n.e. w czasie wojny Cezara ze zwolennikami Pompejusza.
Równocześnie z walkami toczonymi przez Cezara pod Massalią i Ilerdą, w Afryce Północnej Pompejusza poparli: namiestnik prowincji Afryka Publiusz Attiusz Warus oraz król Numidii Juba I. Przeciwko nim Cezar wysłał byłego trybuna Skryboniusza Kuriona, który w sierpniu 49 p.n.e. na czele 8 000 piechoty i 500 jazdy wylądował w Afryce, obierając kurs na Utykę, gdzie znajdował się obóz Warusa. Nadejście cezarian całkowicie zaskoczyło pompejańczyków. Atak jazdy Kuriona zakończył się sukcesem cezarian, którz pokonali jazdę numidyjską. Po bitwie Kurion zajął port w mieście, zmuszając przebywające tam okręty pompejańskie do opuszczenia miasta.